# Manuel Jalón Corominas
Manuel Jalón Corominas est un ingénieur aéronautique espagnol né le 31 janvier 1925 à Logroño et mort,  à Saragosse,  le 16 décembre 2011.

## Biographie
Officier de l'armée de l'air à la base aérienne de Saragosse, il est l'inventeur du balai serpillière (balai swiffer) le 'mocho', conçu pour nettoyer les sols à l'eau, et pour être utilisé avec un seau à essorage. Il est aussi l'inventeur de l'aiguille hypodermique jetable.